# Arlie Russell Hochschild

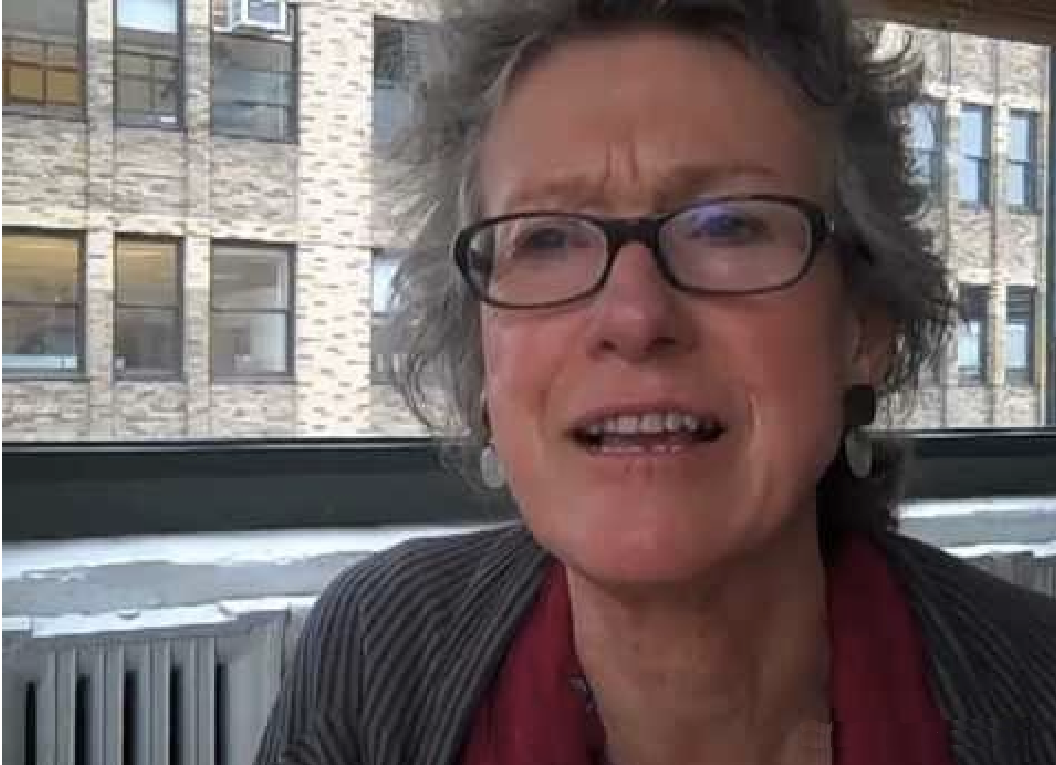

Arlie Russell Hochschild ['hoʊkʃɪld] (* 15. Januar 1940 in Boston, Massachusetts) ist eine US-amerikanische Professorin für Soziologie an der University of California in Berkeley und Autorin.

## Leben
Arlie Russell studierte International Relations am Swarthmore College und schloss dort 1962 ab, anschließend erlangte sie einen Master 1965 an der UC, Berkeley 1965 und wurde dort 1969 promoviert.
Sie ist mit dem Schriftsteller und Journalisten Adam Hochschild verheiratet. Das Paar hat zwei Kinder.
Russell beschäftigt sich unter anderem mit der Doppelbelastung von Frauen, die sowohl die Hausarbeit erledigen als auch ein Arbeitsverhältnis aufrechterhalten. Hochschild prägte Ende der 1970er den Begriff der Emotionsarbeit, der sich auf die Vermittlung von Freundlichkeit und Gefühlen im Beruf bezieht; hierbei untersuchte sie vor allem die Dienstleistungsberufe.
2021 wurde Hochschild in die American Philosophical Society gewählt. Für 2024 wurde ihr die Helmholtz-Medaille der Berlin-Brandenburgischen Akademie der Wissenschaften zugesprochen. Für ihre Arbeit erhält sie den Siegfried-Landshut-Preis 2024 des Hamburger Instituts für Sozialforschung.

## Der 48-Stunden-Tag
In Hochschilds Buch Der 48-Stunden-Tag. Wege aus dem Dilemma berufstätiger Eltern wird von der Autorin mit dem Thema der Vereinbarkeit von Beruf und Familie und der Rolle von Frauen und Männern dabei ein Schwerpunkt diskutiert, welcher durch die zunehmende Gleichberechtigung von Mann und Frau sehr aktuell ist. Sie widmet sich unter anderem der Hektik im Familienleben, der kulturellen Verschleierung, dem Mythos der traditionellen Familie, der Vorstellung von Männlichkeit und Dankbarkeit, den Problemen einer Ehe bei der Berufstätigkeit der Frau, den Aufgabenbereichen des Mannes und der Frau und dem Konflikt von traditionellen und neuen Wegen.
Hochschild führte zusammen mit Anne Machung Interviews mit 50 Ehepaaren und Beobachtungen dutzender Familien in ihrer häuslichen Umgebung durch; sie führt an, dass einer Hausfrau ein wichtiger Bereich des gesellschaftlichen Lebens fehle. Berufstätige Akademikerinnen hingegen hätten kaum Zeit für ihre Familie. Weiter erwähnt sie, dass der Beruf des Wissenschaftlers ursprünglich nur traditionellen Männern vorbehalten gewesen sei. Die Frauen hätten die Aufgabe gehabt, zu Hause zu bleiben und sich um die Kinder zu kümmern.
Das Berufsleben solle, wenn möglich, so umstrukturiert werden, dass nebenbei auch noch Zeit für die Familie bleibe. Dies käme einer Revolution gleich, welche sich, beginnend zu Hause, über Arbeitsplatz, Universitäten, Firmen, Banken und Fabriken erstrecke. Frauen würden in den letzten Jahren immer mehr berufstätig, jedoch verharrten sie an weniger hohen Positionen. Hieran wurden die Frauen unter anderem durch die Bedingungen der Berufswelt gehindert, deren Regeln sind im Vorhinein auf die männliche Bevölkerung abgestimmt. Hochschild führt an, dass der Grund die geringere Beteiligung von Männern im Bereich der Pflege und Erziehung der Kinder sowie der Hausarbeit sei.
Den Frauen falle es schwer, mit männlichen Maßstäben zu konkurrieren. Im Alter von Mitte 20 bis Mitte 30, dem Alter, in dem die Frauen die meisten Kinder bekommen, würden gerade die höchsten Anforderungen gestellt. Frauen verlören bei einem Wiedereinstieg auch oft den Mut, da es ihnen an möglicher Berufserfahrung fehle. Betroffen seien die Mittelschicht, aber auch Arbeiter. Nebenbei habe der Druck auch schlechte Auswirkungen auf das Familienleben.
Neben dem Beruf, welcher nur die Hälfte des Problems darstelle, solle auch das Familienleben genauer betrachtet werden. Fragen, die Hochschild an dieser Stelle nennt, sind z. B., wer die Stelle der Mutter übernehmen solle, ob es Frauen möglich sei, Beruf und Familie unter einen Hut zu bringen und, ob der Beruf Vorrang habe. Mit welchen Gefühlen würden gar Männer und Frauen konfrontiert und in welchem Grad seien Partner voneinander abhängig? Junge Studentinnen, welche von Hochschild befragt wurden, äußerten klar, dass sie später ganztags arbeiten und eine Familie haben wollten. Wie dies möglich sein solle, wüssten sie jedoch oft selbst nicht und hätten vielmehr Angst vor dem zukünftigen Problem.
Das Bild der Frau mit wehenden Haar diene als Beispiel für Leben einer berufstätigen Frau mit Familie. Diese solle geschäftig, aktiv und fröhlich sein. Den Gegenpart bildete die Schaufensterpuppe mit umgehängter Schürze, welche reglos am Fenster stehe. Der Wirklichkeit scheine letzteres Bild näherzukommen. Beide Bilder erinnerten an die beiden Seiten der Revolution, welche die Frau erfasst und ihre Rolle verändert habe. Frauen würden im steigenden Maße ins Berufsleben integriert. Veränderungen hätten sie erfahren bei ihren finanziellen Möglichkeiten, dem Selbstbewusstsein, ihrem Begriff von Weiblichkeit und ihrem Alltag. Motor dieser Revolution sei auch ein Wandel in der Wirtschaft. Löhne der Männer verlören an Kaufkraft, „Männerberufe“ an Bedeutung und im wachsenden Dienstleistungssektor fänden die Frauen immer mehr Beschäftigungsmöglichkeiten. Die neue Geschlechterideologie sei bei dieser Revolution bedeutend und die Identität werde an neue Lebensumstände angepasst.

## Schriften (Auswahl)
- mit Clement Henry Moore: Student Unions in North African Politics. University of California Press, 1968.
- The Unexpected Community: Portrait of an Old Age Subculture. University of California Press, 1978, ISBN 0-520-03663-8.
- mit Anne Machung: The Second Shift: Working Parents and the Revolution at Home. Avon Books, 1990, ISBN 0-380-71157-5.
  - dt.: Der 48-Stunden-Tag. Wege aus dem Dilemma berufstätiger Eltern. Zsolnay, Wien/Darmstadt 1990, ISBN 3-552-04235-0.
- Global Care Chains and Emotional Surplus Value. In: Will Hutton & Anthony Giddens: On the Edge, Living with Global Capitalism. Jonathan Cape, London 2000, ISBN 978-0-224-05937-4.
- The Time Bind: When Work Becomes Home and Home Becomes Work. Metropolitan Books, 1997, ISBN 0-8050-4470-1.
  - dt.: Keine Zeit. Wenn die Firma zum Zuhause wird und zu Hause nur Arbeit wartet. Leske + Budrich, Opladen 2002, ISBN 3-8100-3620-X.
- The Managed Heart: Commercialization of Human Feeling. University of California Press, 2003, ISBN 0-520-23933-4.
  - dt.: Das gekaufte Herz. Zur Kommerzialisierung der Gefühle. Campus, Frankfurt am Main / New York 1990, ISBN 3-593-34155-7. (erw. Neuausg. 2006: ISBN 3-593-38012-9)
- The Commercialization of Intimate Life: Notes from Home and Work. University of California Press, 2003, ISBN 0-520-21488-9.
- mit Barbara Ehrenreich: Global Woman: Nannies, Maids, and Sex Workers in the New Economy. Henry Holt and Co., 2004, ISBN 0-8050-7509-7.
- The outsourced self. Intimate life in market times. Henry Holt and Co, 2012.
- Strangers in Their Own Land: Anger and Mourning on the American Right. The New Press, New York 2016, ISBN 978-1-62097-225-0.[7]
  - dt. Fremd in ihrem Land. Eine Reise ins Herz der amerikanischen Rechten. Campus-Verlag, 2017, ISBN 978-3-593-50766-8.[8]
- Stolen Pride: Loss, Shame, and the Rise of the Right. The New Press, 2024